# Serie B 2003/04
Die Saison 2003/04 der Serie B startete am 30. August 2003 und endete am 12. Juni 2004. Den Aufstieg in die für die nächste Saison von 18 auf 20 Klubs aufgestockte Serie A erreichten die US Palermo, Cagliari Calcio, der FC Messina, die AS Livorno und Vorjahresabsteiger Atalanta Bergamo. In zwei Relegationsspielen gegen den 15. der Serie A, die AC Perugia, konnte sich zudem auch noch der AC Florenz für die höchste Spielklasse qualifizieren. Neben Aufsteiger US Avellino stieg auch Como Calcio in die Serie C1 ab, der SSC Neapel ging Konkurs, durfte aber in der nächsten Saison ebenfalls in der Serie C1 einsteigen. Pescara Calcio blieb vom Abstieg verschont, weil der Erstligist Ancona Calcio Bankrott anmelden musste und in die Serie C2 eingeteilt wurde.
Torschützenkönig wurde Luca Toni von der US Palermo mit 30 Saisontoren.

## Abschlusstabelle
| Pl. | Verein               | Sp. | S  | U  | N  | Tore    | Diff. | Punkte |
| --- | -------------------- | --- | -- | -- | -- | ------- | ----- | ------ |
| 1.  | US Palermo           | 46  | 22 | 17 | 7  | 075:390 | +36   | 83     |
| 1.  | Cagliari Calcio      | 46  | 23 | 14 | 9  | 080:510 | +29   | 83     |
| 3.  | AS Livorno           | 46  | 20 | 19 | 7  | 075:450 | +30   | 79     |
| 3.  | FC Messina           | 46  | 21 | 16 | 9  | 071:450 | +26   | 79     |
| 5.  | Atalanta Bergamo (A) | 46  | 19 | 20 | 7  | 059:360 | +23   | 77     |
| 6.  | AC Florenz           | 46  | 19 | 16 | 11 | 053:480 | +5    | 73     |
| 7.  | Ternana Calcio       | 46  | 18 | 15 | 13 | 064:520 | +12   | 69     |
| 8.  | Piacenza Calcio (A)  | 46  | 17 | 17 | 12 | 050:470 | +3    | 68     |
| 9.  | Catania Calcio       | 46  | 18 | 13 | 15 | 053:530 | ±0    | 67     |
| 10. | US Triestina         | 46  | 15 | 19 | 12 | 050:500 | ±0    | 64     |
| 11. | Ascoli Calcio        | 46  | 14 | 18 | 14 | 054:540 | ±0    | 60     |
| 12. | FC Turin (A)         | 46  | 14 | 17 | 15 | 057:540 | +3    | 59     |
| 13. | Vicenza Calcio       | 46  | 12 | 20 | 14 | 048:510 | −3    | 56     |
| 13. | SSC Neapel           | 46  | 10 | 26 | 10 | 035:430 | −8    | 56     |
| 15. | FBC Treviso (N)      | 46  | 12 | 19 | 15 | 048:510 | −3    | 55     |
| 15. | Genua 1893           | 46  | 13 | 16 | 17 | 057:620 | −5    | 55     |
| 15. | Salernitana Calcio   | 46  | 14 | 13 | 19 | 036:530 | −17   | 55     |
| 18. | UC AlbinoLeffe (N)   | 46  | 13 | 15 | 18 | 047:590 | −12   | 54     |
| 19. | Hellas Verona        | 46  | 13 | 14 | 19 | 054:650 | −11   | 53     |
| 20. | SSC Venedig          | 46  | 12 | 15 | 19 | 040:570 | −17   | 51     |
| 21. | AS Bari              | 46  | 13 | 11 | 22 | 050:630 | −13   | 50     |
| 22. | Pescara Calcio (N)   | 46  | 11 | 13 | 22 | 046:690 | −23   | 46     |
| 23. | US Avellino (N)      | 46  | 8  | 13 | 25 | 051:690 | −18   | 37     |
| 24. | Como Calcio (A)      | 46  | 7  | 12 | 27 | 034:710 | −37   | 33     |

S = Siege; U = Unentschieden; N = Niederlagen; T = Erzielte Tore; GT = Gegentore; Diff = Tordifferenz; Pkt. = Punkte

| (A) | Absteiger aus der Serie A 2002/03   |
| (N) | Aufsteiger aus der Serie C1 2002/03 |

### Relegationsspiele
- Aufstieg

|            | Gesamt |            | Hinspiel | Rückspiel |
| ---------- | ------ | ---------- | -------- | --------- |
| AC Perugia | 1:2    | AC Florenz | 0:1      | 1:1       |

- Abstieg:

|         | Gesamt |             | Hinspiel | Rückspiel |
| ------- | ------ | ----------- | -------- | --------- |
| AS Bari | 1:2 1  | SSC Venedig | 1:0      | 0:2       |

### Torschützenliste
| Pl. | Spieler             | Verein          | Tore |
| --- | ------------------- | --------------- | ---- |
| 1   | Luca Toni           | US Palermo      | 30   |
| 2   | Cristiano Lucarelli | AS Livorno      | 29   |
| 3   | Igor Protti         | AS Livorno      | 24   |
| 4   | Christian Riganò    | AC Florenz      | 23   |
| 5   | Emanuele Calaiò     | Pescara Calcio  | 21   |
| 6   | Riccardo Zampagna   | Ternana Calcio  | 20   |
| 7   | Arturo Di Napoli    | FC Messina      | 19   |
| 7   | David Suazo         | Cagliari Calcio | 19   |
| 9   | Mauro Esposito      | Cagliari Calcio | 17   |
| 10  | Davide Moscardelli  | US Triestina    | 16   |